# ویلالورنیا
ویلالورنیا (به ایتالیایی: Villalvernia) یک کومونه در ایتالیا است که در استان آلساندریا واقع شده‌است. ویلالورنیا ۴٫۶۳ کیلومتر مربع مساحت و ۹۴۱ نفر جمعیت دارد و ۱۹۳ متر بالاتر از سطح دریا واقع شده‌است.